# Sistema radicular
En Botánica, se denomina sistema radicular o sistema radical al conjunto de raíces de una misma planta. Según su origen y desarrollo se distinguen dos tipos de sistemas radicales, los cuales están asociados a grupos diferentes de plantas. En las gimnospermas y dicotiledóneas la raíz primaria produce, por alargamiento y ramificación, el sistema radical alorrizo, caracterizado porque hay una raíz central, principal, nítida y dominante sobre las raíces laterales, las que no son morfológicamente equivalentes. El sistema radical generalmente es unitario, presenta ramificación racemosa y acrópeta. En este sistema la raíz se dice axonomorfa o pivotante, tiene raíces de segundo a quinto orden y crecimiento secundario.
En las monocotiledóneas y en las pteridófitas, la raíz presente en el embrión por lo general muere pronto y el sistema radical de la planta adulta se forma por encima del lugar de origen de la raíz primaria. El sistema radical se denomina homorrizo, fasciculado, en cabellera o fibroso, y está formado por un conjunto de raíces adventicias y se halla profusamente ramificado.
Cabe aclarar que el término raíz se refiere al órgano de absorción y soporte de las plantas adultas, mientras que radícula indica el órgano temporal que se presenta durante la germinación de las semillas verdaderas, el cual desaparece al concluir la fase de plántula.